# Christoph Englert
Christoph Englert (* 1980 in Groß-Gerau) ist ein deutscher Sportpsychologe.

## Leben
Er studierte Psychologie von 2002 bis 2004  an der TU Darmstadt (Vordiplom) und von 2004 bis 2009 an der Universität Mannheim (Diplom-Abschluss). Nach der Verleihung 2012 des Doktorgrades der Sozialwissenschaften durch die Sozialwissenschaftliche Fakultät der Universität Mannheim war er von 2013 bis 2015 akademischer Mitarbeiter am Arbeitsbereich Sportpsychologie der Universität Heidelberg. Nach der Habilitation 2016 im Fach Psychologie durch die Philosophisch-humanwissenschaftliche Fakultät der Universität Bern (Venia docendi in Psychologie) war 2021 Professor für Sportpsychologie (W2) an der TU Dortmund. Er nahm einen Ruf an die Goethe-Universität auf die W2-Professur für Sportpsychologie zum 1. September 2021 an.
Seine Forschungsschwerpunkte sind Selbstkontrolle und körperliche Leistung, körperliche Aktivität und Stressregulation, Intentions-Verhaltenslücke im Sport- und Gesundheitsbereich, Choking under Pressure, Surgical Performance under Pressure, Drop-Out im Kindes- und Jugendalter und Leistungsangst und Emotionsregulation im Gesundheits- und Leistungssport.